# Tephrosia macropoda
Tephrosia macropoda là một loài thực vật có hoa trong họ Đậu. Loài này được (E.Mey.) Harv. miêu tả khoa học đầu tiên.